# 告白、あるいは完璧な弁護
『告白、あるいは完璧な弁護』（こくはく あるいはかんぺきなべんご、原題：자백（自白）、英題：Confession）は、2022年の韓国のサスペンススリラー映画。監督はユン・ジョンソク、出演はソ・ジソブとキム・ユンジンなど。オリオル・パウロ監督の2016年のスペイン映画『インビジブル・ゲスト 悪魔の証明』（英題：The Invisible Guest）を原作に、密室殺人の犯人と指摘された男とその弁護士が真相に迫る物語が描かれる。
2022年3月20日に第36回フリブール国際映画祭（スイス）でプレミア上映され、2022年4月30日に第24回ウーディネ極東映画祭（イタリア）でクロージング作品としてプレミア上映された。 韓国では2022年10月26日に劇場公開されている。

## キャスト
- ユ・ミンホ: ソ・ジソブ
- ヤン・シネ: キム・ユンジン
- キム・セヒ: ナナ（AFTER SCHOOL）